# Свети Сила (Грчка)
Свети Сила (грч. Άγιος Σύλλας, Агиос Силас) је насељено место у општини Кавала у периферији Источна Македонија и Тракија, Грчка. Према попису из 2021. године било је 84 становника.
Насеље је подигнуто после Грчког грађанског рата и први пут се помиње на попису из 1961. годинe када је имало 61 становника.